# Bertrand Westphal

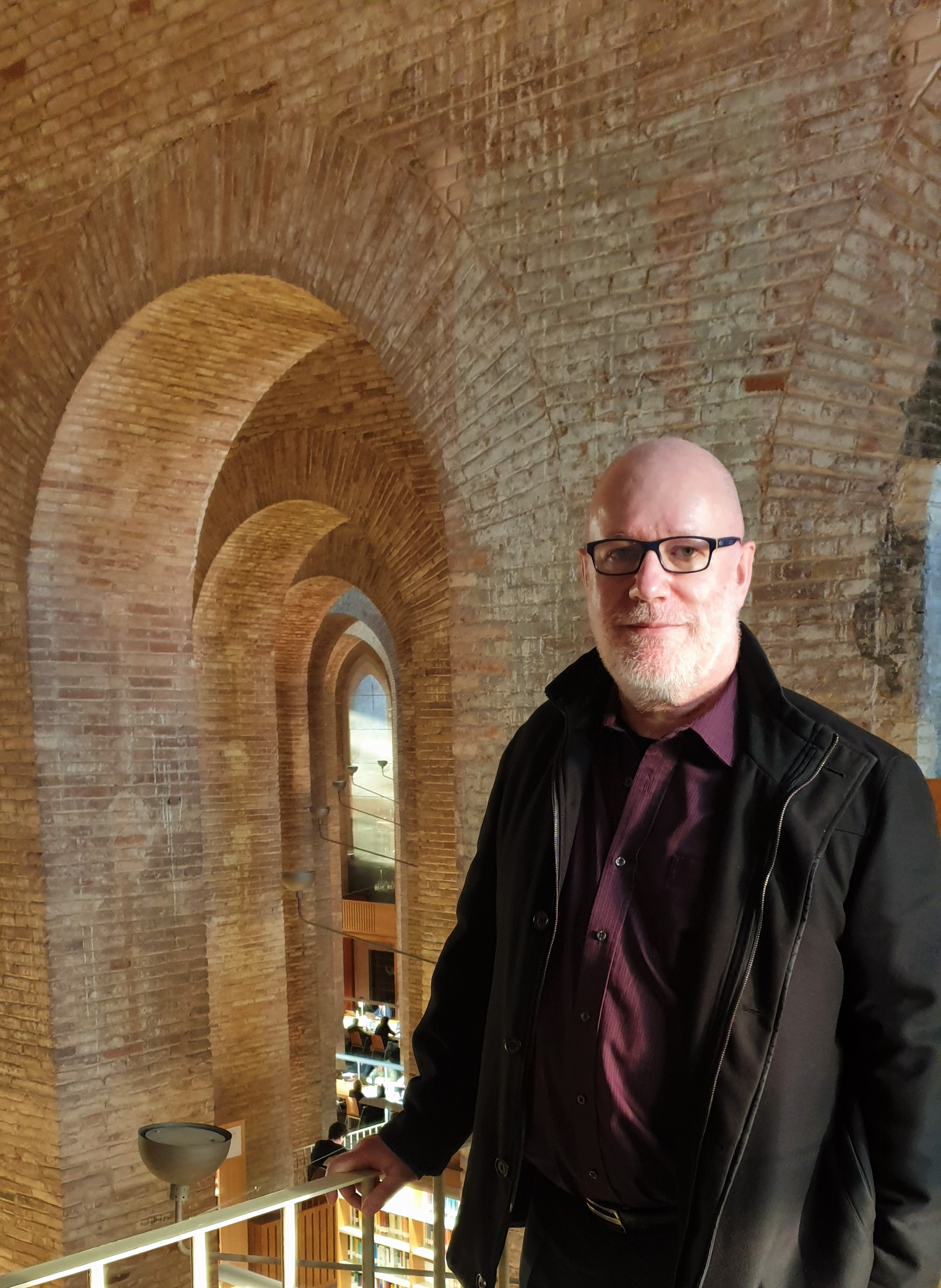
Bertrand Westphal en la Universidad Pompeu-Fabra de Barcelona en el 2020

Bertrand Westphal es un ensayista y académico francés nacido el 10 de mayo del 1962 en Estrasburgo.

## Biografía
Profesor de literatura general y comparada, imparte clases en la Universidad de Limoges desde 1998. De 2000 a 2019 dirigió la unidad de investigación (EA 1087, luego UR 13334) « Espaces Humains et Interactions Culturelles », que contribuyó a crear. Antes de ser destinado a Limoges, enseñó a su vez en la Libera Università di Lingue e Comunicazione I.U.LM. de Milán (1987-1992) y en la Università degli Studi de Milán (1992-1998). Fue Visiting Professor en la Texas Tech University (2005) y en la University of North Carolina Charlotte (2013-2015). Desde 2023, ocupa una cátedra fundamental (geocrítica) en el Institut Universitaire de France (I.U.F.).

## Obra
Bertrand Westphal es el iniciador de la geocrítica, que constituye una de las principales aproximaciones literarias a los procesos de representación de los espacios humanos. Después de haber editado la primera obra colectiva sobre este tema (Géocritique mode d’emploi), publicó el ensayo La Géocritique. Réel, fiction, espace (Éditions de Minuit), en 2007. En 2011, este libro fue traducido al inglés (Estados Unidos) por Robert Tally. Luego lo estará en varios otros idiomas (italiano, portugués, chino, etc.). La Géocritique sienta las bases de la teoría homónima (espacio-temporalidad o relación entre representaciones de espacio y tiempo; transgresividad o movilidad de las representaciones espaciales; referencialidad o relaciones entre el denominado referente "objetivo" y sus representaciones ficcionales; legibilidad general de los espacios referenciales). En 2011, Bertrand Westphal dio una continuación del ensayo de 2007: Le Monde plausible. Espace, lieu, carte, que ofrece un estudio diacrónico de modelos de representación espacial, distinguiendo entre espacio abierto y espacio cerrado y dando especial valor a los mapas geográficos. En 2013, esta obra fue traducida al inglés (Estados Unidos) por Amy Wells bajo el título The Plausible World.
En 2016, un tercer ensayo publicado por Minuit estableció un vínculo entre el enfoque geocrítico y los estudios de literatura mundial (world literature), al tiempo que enfatiza el examen de la cartografía artística. Titulado La Cage des méridiens. La littérature et l’art contemporain face à la globalisation, este ensayo ganó el Premio Literario Paris-Liège en 2017. Fue traducido al chino en 2023. En 2019, un cuarto ensayo, Atlas des égarements. Etudes géocritiques fue publicado por Minuit. Completa la trilogía geocrítica desde el ángulo de la cartografía artística. En 2023, Bertrand Westphal publica L’Infini culturel. La théorie littéraire et la fragilité du divers en la editorial Brill. Este nuevo libro ofrece una lectura crítica de la literatura mundial y de la francofonía, así como un examen de la noción de etnocentrismo.
Bertrand Westphal es autor de varios otros libros, como Roman et Evangile (2000) dedicado a la transposición, en sentido narratológico, de episodios o personajes tomados de los Evangelios en la novela europea contemporánea. También es autor de L’Œil de la Méditerranée. Une odyssée littéraire (2005) que reúne una serie de estudios sobre lugares emblemáticos del Mediterráneo y Austrofiction. Une géographie intime (2010) que explora las obras de una docena de escritores austriacos contemporáneos.

### Ensayos y monografías
- - L’Infini culturel. Théorie littéraire et fragilité du divers, Leyde, Brill, 2023, 216 p. ISBN 978-90-04-52157-5
  - Atlas des égarements. Études géocritiques, Paris, Éditions de Minuit, coll. « Paradoxe », 2019, 190 p. ISBN 978-2-7073-4537-0
  - La Cage des méridiens. La Littérature et l’Art contemporain face à la globalisation, Paris, Éditions de Minuit, 2016, 272 p. ISBN 978-2-7073-2958-5
  - Le Monde plausible. Espace, lieu, carte, Paris, Éditions de Minuit, coll. « Paradoxe », 2011, 256 p. ISBN 9782707321930
  - Austro-fictions : Une géographie de l'intime, Publications de l'Université de Rouen et du Havre, éditeur, coll. « Austriaca », 2010, 190 p. ISBN 978-2877754927
  - La Géocritique. Réel, fiction, espace, Paris, Éditions de Minuit, coll. « Paradoxe », 2007, 304 p. ISBN 9782707320049
  - L’Œil de la Méditerranée : Une odyssée littéraire, La Tour d'Aigues, France, Éditions de l'Aube, coll. « Regards croisés », 2005, 397 p. ISBN 9782752601681
  - Roman & évangile: transposition de l'évangile dans le roman européen, Limoges, Presses Universitaires de Limoges, 2002, 406 p. ISBN 9782842872281

### Dirección o codirección de obras colectivas
- - Francophone Literature as World Literature, avec Christian Moraru et Nicole Simek (éds.), New York, Bloomsbury, 2020, 320 p. ISBN 978-1-5013-4714-6
  - Le silence et la parole au lendemain des guerres yougoslaves, avec Lauren Lydic (éds), Limoges, PULIM, coll. « Espaces Humains », 2015, 266 p. ISBN 978-2842876647
  - Géocritique : État des lieux/ Geocriticism: A Survey, avec Clément Lévy (éds.), Limoges, PULIM, coll. « Espaces Humains, 2014, 274 p. ISBN 978-2842877187
  - L’Émergence, en réponse aux travaux de Jean-Marie Grassin, avec Jacques Fontanille et Juliette Vion-Dury (éds.), Bern, Berlin, Bruxelles, Peter Lang, 2011, 282 p. ISBN 978-3-0343-0513-6
  - Espaces, Tourismes, Esthétiques, avec Lorenzo Flabbi et Col., Limoges, Presses Universitaires de Limoges, coll. « Espaces humains », 2010, 272 p. ISBN 978-2842875077
  - Littérature et espaces, avec Juliette Vion-Dury et Jean-Marie Grassin, Limoges, Presses Universitaires de Limoges, 2003, 668 p., ISBN 978-2842873080
  - Le Rivage des mythes : une géocritique méditerranéenne : le lieu et son mythe, Limoges, Presses Universitaires de Limoges, coll. « Espaces humains », 2001, 384 p. ISBN 9782842871994
  - La Géocritique mode d’emploi, Limoges, Presses Universitaires de Limoges, 2000, 311 p. ISBN 978-2842871406